# Ignacio Vázquez
Ignacio Vázquez (* 31. Juli 1971 in San Ignacio Cerro Gordo, Jalisco) ist ein ehemaliger mexikanischer Fußballspieler auf der Position des Stürmers.

## Leben
Vázquez begann seine Profikarriere beim Club Deportivo Guadalajara, bei dem er zwischen 1991 und 1998 sieben Jahre lang unter Vertrag stand und mit dem er im Sommer 1997 die mexikanische Meisterschaft gewann. In einem Pokalspiel der Saison 1996/97 gelang Vázquez am 11. Juli 1996 in einem Derby gegen den Lokalrivalen Tecos UAG ein lupenreiner Hattrick zur 3:0-Pausenführung (Endstand 5:1), wobei alle drei Treffer (in der 10, 34. und 40. Minute) per Strafstoß erzielt wurden.
In den zweiten sieben Jahren seiner aktiven Laufbahn wechselte er in jährlichem Turnus den Verein und spielte in der Saison 2002/03 noch einmal für Guadalajara, nachdem er in der vorangegangenen Saison 2001/02 seinen sportlichen Tiefpunkt erlebt hatte und mit dem Club León, allerdings weitgehend in der Rolle des Reservisten, in die zweite Liga abgestiegen war.
1993 kam Vázquez auch in der mexikanischen Nationalmannschaft zum Einsatz.

## Erfolge
- Mexikanischer Meister: Verano 1997